# Budget participatif
 (février 2024).
Motif : les sections « Diffusion » et « Expériences dans le monde » se recoupent et doivent être fusionnées.
Le budget participatif est un processus de démocratie participative dans lequel des citoyens peuvent affecter une partie du budget de leur collectivité territoriale, généralement à des projets d'investissement. Née en 1989 à Porto Alegre au Brésil, cette innovation démocratique s'est ensuite diffusée à travers le monde. Il y aurait[évasif], au début des années 2010, entre 1269 et 2778 programmes en cours.

## Histoire
En 1988, Olivio Dutra du Parti des Travailleurs (PT) est élu à la Mairie de Porto Alegre. Le PT reste minoritaire à l'assemblée municipale. En confiant le choix des priorités en termes d'investissement de la ville aux catégories politiquement sous-représentées, l'adoption en 1990 d'un budget participatif dans une ville ou la majorité de la population est issue des classes populaires permet d'utiliser les décisions issues du processus comme contre-pouvoir au conseil municipal. Le budget participatif de Porto Alegre permet la diffusion de l'idée de justice sociale avec une redistribution, où les quartiers les plus pauvres sont prioritaires dans l'accès à l'investissement.
Le budget participatif apporte de nombreux changements à Porto Alegre. En confiant la décision d'investissement aux citoyens, il permet de lutter contre la corruption et le clientélisme, qui dominent la ville jusqu'aux années 80.
En matière de fonctionnement le budget participatif opère une rupture avec la « démocratie associative », en ouvrant le budget participatif à l'ensemble des citoyens, sans considération d'appartenance à une des associations de quartiers qui étaient auparavant les seules aptes à participer.
Le budget participatif est investi différemment par les acteurs en présence. Ainsi, à l'image du district Extremo Sul, certains habitants des districts populaires historiquement marqués par la corruption utilisent les plateformes et modalités mises en place dans le cadre du budget participatif pour enclencher une transition d'organisations locales clientélistes vers des organisations au fonctionnement plus démocratique.

## Cadre global

### Définitions
La définition initiale du budget participatif s’est trouvée amendée par sa diffusion. Selon les contextes politiques et institutionnels liés à sa mise en place, le budget participatif peut avoir différentes définitions renvoyant à différents critères. 
Selon Porto de Oliveira, qui en donne une définition relativement large, le budget participatif peut être défini comme : « une politique publique destinée à inclure la société dans le processus d’allocation du budget public ». 
L. Avritzer, quant à lui, voit le budget participatif comme un outil au service d’une meilleure articulation entre démocratie représentative et démocratie participative. Il donne quatre critères : 
- les élus doivent céder une partie de leur souveraineté,
- c’est un dispositif de participation citoyenne,
- il renvoie à un principe « d’auto-règlement » (les règles sont co-définies par les participants et les organisateurs),
- il doit favoriser la justice sociale : Leonardo Avritzer parle à ce propos « d’inversion les priorités des ressources publiques locales en faveur des populations les plus nécessiteuses ».

Enfin pour Yves Sintomer, le budget participatif permet de remédier aux carences de la démocratie représentative parce qu’il remet les citoyens au cœur de l’élaboration des politiques. Pour lui, un budget participatif doit répondre à cinq critères :  
- faire l’objet d’une discussion sur des questions financières (renvoyant à la répartition d’un budget limité),
- concerner un territoire doté d’une assemblée élue et de compétences propres,
- se répéter de manière régulière,
- faire place à une forme de délibération publique dans un espace spécifique au budget participatif,
- faire l’objet de « publication » et « d’information » renvoyant à la mise en œuvre des projets.

### Déroulement
Généralement, on organise le budget participatif en cinq phases et modes de participation :
1. définition des modalités de participation, à travers le montant du budget et le règlement,
2. collecte des idées de projets,
3. analyse technique des projets par les services techniques de l'administration locale pour vérifier la faisabilité, la légalité et le chiffrage,
4. vote des projets prioritaires,
5. mise en œuvre des projets (rédaction du cahier des charges, travaux, inauguration, etc.).

## Diffusion
Depuis l'expérience de Porto Alegre à partir de 1989, le budget participatif a été adapté dans de nombreuses zones géographiques dès les années 1990, tout en recouvrant des réalités différentes. D'un objet politiquement imprégné à Porto Alegre, la diffusion a eu pour effet de dépolitiser et neutraliser les ambitions politiques de ses débuts (justice sociale et redistribution des richesses). 
Ainsi, le budget participatif, en se diffusant dans d'autres continents, tend à devenir un outil dont l'objectif est la centralisation des demandes des citoyens et le rapprochement entre les citoyens et l'administration, via la participation et la transparence. Néanmoins, il existe de grandes différences dans la réappropriation du budget participatif dans le monde. 

### Moteurs de la diffusion
Les forums sociaux mondiaux (2001, 2003, 2004) à Porto Alegre ont contribué à la diffusion du budget participatif dans les différentes régions du monde. 
Le Fonds monétaire international (FMI) a également joué un rôle dans la diffusion du BP au sein des pays de l'Amérique du Sud. En effet, le FMI a imposé une condition d’instauration du droit à la participation au sein de la Constitution de certains pays comme en République dominicaine, ou au Pérou.

### Diffusion dans le monde

#### En Amérique
Au Brésil, Porto Alegre n'est pas la seule ville à avoir mis en œuvre un dispositif de budget participatif. Brian Wampler fait une typologie des cas brésiliens, en fonction du soutien politique porté à la démarche et aux répertoires d'action des citoyens. Il distingue Porto Alegre et Ipatinga (modèles institutionnalisés de budgets participatifs), de Recife et Belo Horizonte (budgets participatifs informels), de Santo André et São Paulo (budgets participatifs co-optés), Blumenau et Rio Claro (budgets participatifs désubstantialisé).
La diffusion des processus de budget participatif a donc mené à des processus variables selon les villes. Ainsi, le règlement du BP de New York met l'accent sur l'intégration des communautés précaires au budget participatif, comme le montrent les objectifs suivants :
- étendre l'engagement civique à davantage de communautés ;
- construire des communautés ;
- rendre les dépenses publiques plus justes et équitables[5]

#### En Europe
Héloïse Nez s'intéresse à la mise en place des budgets participatifs en Europe. Par une analyse des dispositifs de Cordoue (Espagne) et du 20e arrondissement de Paris, elle note l'absence de critères de justice sociale dans le processus et la non-présence des classes populaires aux réunions. En Europe, ce sont majoritairement les classes moyennes et professions intellectuelles supérieures qui prennent part au budget participatif. 
Yves Sintomer fait une typologie des budgets participatifs en Europe, en 6 idéaux-types : 
- le modèle de Porto Alegre adapté à l'Europe : processus de co-décision entre les citoyens et le gouvernement (Cordoba, Espagne).
- la participation des intérêts organisés : logique néo-corporatiste où la société civile est le principal acteur des négociations (Glasgow).
- fonds locaux à l'échelle municipale : fonds d'investissement indépendant de la municipalité, dont les participants en décident les règles et les projets de façon autonome (Bradford, GB).
- négociation public / privé : forte influence des acteurs privés dans le cadre de fonds d'investissements (Plock, Pologne).
- participation de proximité : souvent consultatif, avec peu d'autonomie des citoyens , reliée à des dispositifs déjà existants (France).
- consultation sur les finances publiques : consultation afin de rendre transparent les finances de la municipalité, sans objectif de délibération (Allemagne).

##### France
Au début des années 2000, des budgets participatifs se sont développés dans une quinzaine de villes françaises, en grande partie communistes (Saint-Denis, Bobigny, Morsang-sur-Orge, etc.). Leurs mises en œuvre se font sur un registre idéologique proche de l'expérience de Porto Alegre, dans une perspective de justice sociale. 
Selon Héloise Nez et Julien Talpin, trois facteurs peuvent expliquer l'introduction de la participation dans les municipalités communistes : un déclin électoral et des politiques locales ; une mutations idéologique et politique du parti ; l'initiative d'acteurs impliqués dans des réseaux militants.
À partir de 2014, la France assiste à un renouveau des budgets participatifs et à leur doublement annuel.
En octobre 2018, la France comptait 80 budgets participatifs. Fin 2019, elle en compte autour de 200. 
En plus des villes, des universités, des départements, à l'image du budget participatif du Gers, ont mis en oeuvre cet outil de démocratie participative.
Le développement des budgets participatifs interroge sur la sincérité des démarches. 
À la veille des élections municipales françaises de 2020, les villes pionnières ont défini 6 principes pour assurer la diffusion de bonnes pratiques. Parmi ces principes, les villes rappellent que le budget participatif doit être organisé régulièrement, s’appuyer sur un montant défini, être ouvert à tous les citoyens et, enfin, être sanctionné par un vote que le Conseil municipal s’engage à respecter. 
Antoine Bézard, Loïc Blondiaux, Sandra Laugier et Yves Sintomer notent dans une tribune les 10 vertus politiques du budget participatif. Il associe tous les habitants à la décision budgétaire, y compris ceux éloignés des institutions ou ceux qui n'ont pas le droit de vote ; il fait émerger des projets concrets et reconnaît et encourage la créativité des habitants ; il contribue à la transformation de l'administration.

#### En Asie
Chengdu, capitale de la province du Sichuan, dans le centre ouest de la Chine, disposait d'un budget annuel de 270 millions d'euros pour 2014. La municipalité attribue un montant par an à chaque village de la province, en fonction de sa taille et de ses besoins. Six millions de citoyens ont pris part aux décisions locales depuis 2009, d'après l'association Resolis.
Voir l'ouvrage collectif : Y. Sintomer, C. Herzberg et G. Allegretti, en coll. avec A. Röcke, Les budgets participatifs dans le monde. Une étude transnationale, Engagement Global, Serie Dialog Global n° 25, 2014

#### En Afrique
De nombreux pays se sont emparés de ce dispositif, notamment au Sénégal, au Cameroun. Madagascar est le pays qui compte le plus d'expériences recensées à ce jour avec 184 processus. Plus récemment en Tunisie, ce sont quatre communes qui ont démocratisé leur budget. 

## Expériences dans le monde
La première expérience de budget participatif a été mise en place par la ville de Porto Alegre au Brésil, ville de plus d'un million d'habitants, depuis 1989. Tout citoyen de plus de 16 ans est en droit de participer.
Les expériences de budget participatif se sont multipliées depuis lors dans plusieurs pays d'Europe, d'Afrique, d'Amérique latine et d'Amérique du Nord. Entre 1269 et 2778 expériences ont été répertoriées à travers le monde avec des modalités et des objectifs différents. La majorité des budgets participatifs sont décisionnels : une fois les projets classés comme prioritaires par les habitants, l'assemblée de la collectivité territoriale inscrit ces projets dans le budget de l'année suivante.
Parmi les effets notables chez les participants, selon les objectifs locaux, on assiste à une baisse de la pauvreté, une augmentation des recettes fiscales et une réduction de la corruption plus importantes due à la transparence des discussions budgétaires que cela implique, ainsi que la surveillance active par la société civile des travaux engagés par les municipalités. En Europe, les enjeux de justice sociale sont moins mis en avant et c'est la modernisation de l'action publique ainsi que la résolution de la défiance face aux partis politiques qui sont centrales. Un autre objectif souvent mis en lumière relève de l'amélioration de la connaissance budgétaire, comme dans les budgets participatifs touchant un public jeune, dans une perspective d'éducation à la citoyenneté.
Nelson Dias décrit 5 phases dans l'histoire du budget participatif :
1. 1989-1997 : de l'expérience de Porto Alegre au Brésil et de Montevideo en Uruguay (30 expériences),
2. 1997-2000 : expansion brésilienne (140 villes avec des différences),
3. 2000-2007 : expansion dans le monde avec le succès des Forums Sociaux Mondiaux (Amérique Latine, Europe),
4. 2007-2010 : développement des réseaux nationaux et internationaux (Brésil, Colombie, Argentine, Espagne, Grande-Bretagne) et vote des premières lois nationales rendant obligatoires les budgets participatifs,
5. 2010-2015 : intégration des BP dans des mécanismes de participation plus larges (agenda 21...).

Depuis cette expansion, de nombreux pays ont adopté par une loi l'obligation de décider au niveau le budget de manière participative, notamment la République Dominicaine, le Pérou, la Pologne et le Kerala (Inde).

### Au Canada
Il existe environ 15 budgets participatifs au Canada[Quand ?], le premier étant celle de Guelph, une ville de moyenne taille située dans le sud-ouest de l'Ontario. D'autres cas ont existé à Toronto, Hamilton, Victoria et Dieppe, et pour les locataires de Toronto Community Housing, l'office municipal d'habitation de la capitale ontarienne. C'est effectivement Toronto Community Housing qui consacre le plus grand montant au budget participatif au Canada, avec 5 000 000 $ à la disposition des locataires des logements sociaux chaque année. Encore à Toronto, la Ville a débuté un projet pilote de budget participatif en 2015 dans trois districts (Oakridge, Rustic et Ward 33 du conseil municipal) identifiés comme sous-desservis par les services municipaux et avec des populations défavorisées et immigrantes plus élevées que la moyenne pour la ville. À Hamilton, le budget participatif a lieu dans un seul district situé au centre-ouest de la ville, et beaucoup des projets ont à voir avec la voirie et l'infrastructure piétonne du district.

#### Au Québec
Le premier budget participatif d’avoir été mis en place au Québec était celui de l’arrondissement du Plateau-Mont-Royal à Montréal, entre 2006 et 2008. Dans le cas du budget participatif du Plateau, le processus de consultation et de développement de projets s’est fait en trois temps : une phase d’identification des besoins par les citoyens lors des assemblées de district, une phase de priorisation de projets et de désignation des délégués et finalement un sommet annuel où les délégués avaient voté sur les projets.
La prochaine municipalité québécoise d’entamer un processus de budget participatif était Saint-Basile-le-Grand, une ville d’environ 17 000 habitants située à 25 km de Montréal, qui a mis 200 000 $ à la disposition des résidents à compter de 2014. Lors du premier cycle de budget participatif à Saint-Basile-le-Grand, 498 résidents de la ville ont voté, dont 3,5 % des électeurs éligibles, soit ceux âgés de 16 ans et plus. Les projets votés par les Grandbasilois dans le cadre du budget participatif pendant les premiers trois cycles consistent à une nouvelle place publique devant l’église principale de la ville, un cinéma en plein air, un module d’escalade pour enfants, un circuit pour voitures téléguidées, un pavillon sanitaire aux abords de la rivière Richelieu et la rénovation des terrains de soccer.
Le Centre d’écologie urbaine de Montréal (CEUM) a accompagné la ville de Saint-Basile-le-Grand lors des trois cycles de son budget participatif. Le CEUM est un organisme à but non lucratif (pas de trait d'union) fondé en 1996 par des citoyens engagés à transformer leur communauté. Le CEUM propose des pratiques et des politiques pour créer des villes écologiques, démocratiques et en santé. À travers les années, il a développé une grande expertise dans les processus participatifs. Son expertise en budget participatif lui a permis d’accompagner la ville de Saint-Basile-le-Grand, mais également d’autres démarches comme celle de l’Arrondissement d’Ahuntsic-Cartierville et celle de l’Arrondissement de Mercier–Hochelaga-Maisonneuve à Montréal. Ces arrondissements ont entamé en 2019 leur premier processus de budget participatif. Un site internet dédié au budget participatif a été créé afin de promouvoir et de partager les différents processus qui ont lieu au Québec, au Canada et ailleurs dans le monde.
Les municipalités de Matane, Nicolet, Baie-Saint-Paul et Rimouski disposent également des budgets participatifs, allouant 200 000 $, 130 000 $, 100 000 $ et 200 000 $ respectivement pour leurs processus. Dans l'arrondissement de Chicoutimi à Saguenay, le conseiller municipal du district 11 Simon-Olivier Côté a mis en place une démarche participative appelée Conseil de District #11 qui entame un budget participatif qui n'est pas encadré par la ville et alors ouvert qu'aux membres du conseil et aux résidents ayant participé à une activité liée. En plus, l'arrondissement montréalais de Rosemont–La Petite-Patrie a annoncé en 2017 son intention de faire un budget participatif à partir de 2018. En raison des critères d'admissibilité limitant la réalisation des projets aux terrains municipaux seulement et des montants modestes alloués aux processus, les budgets participatifs canadiens mènent souvent à des investissements dans les services des parcs et de la récréation.

### En France

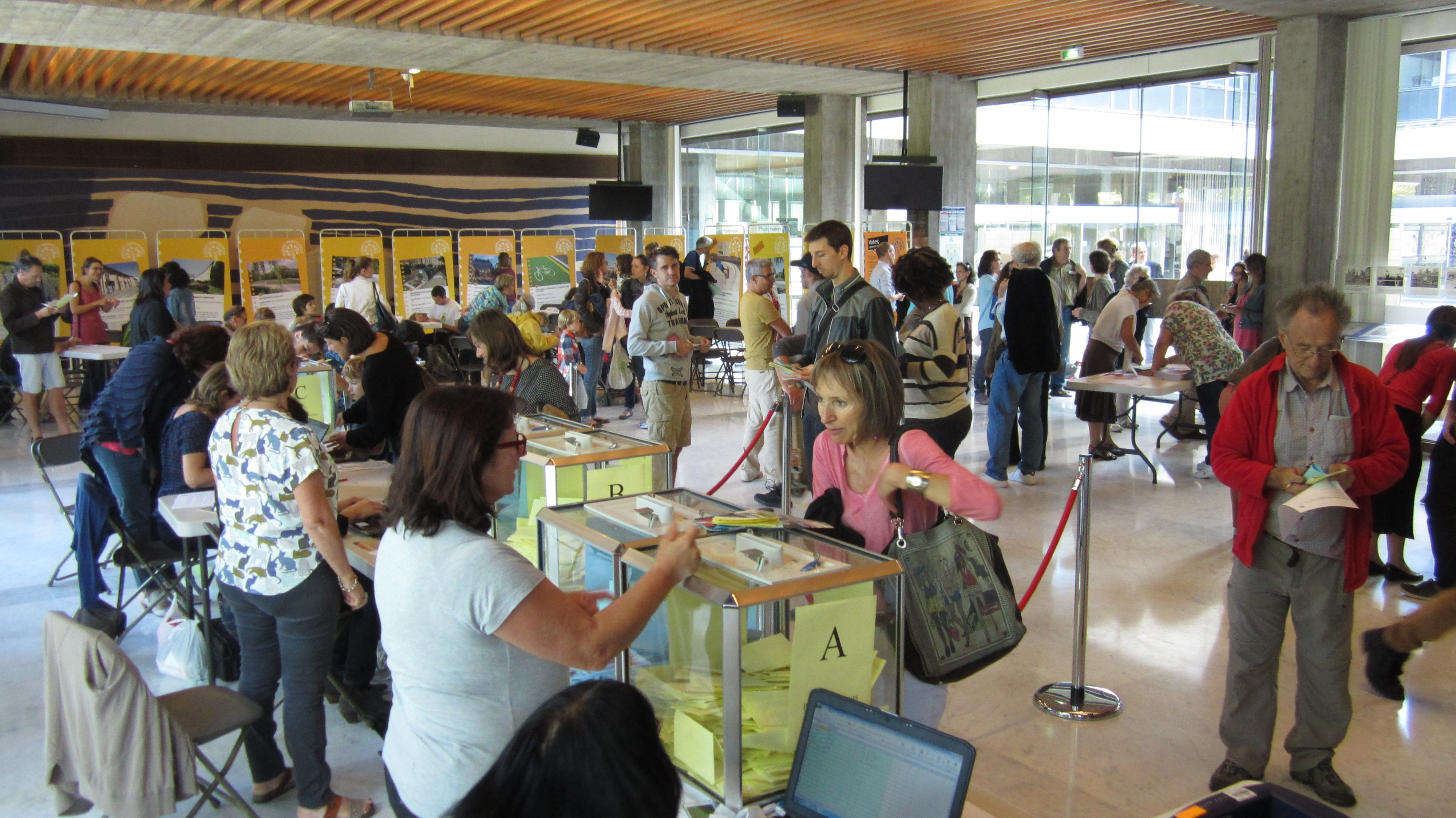
Vote du budget participatif 2015 à la Mairie de Grenoble.

La ville de Grigny (Rhône) avait mis en place un budget participatif de 2004 à 2014. En réunions publiques, durant plusieurs heures, parfois plus de cent propositions étaient discutées et soumises au vote. Jusqu'à environ 25 % de son budget d'investissement a été géré de manière participative.
La Région Poitou-Charentes a mis en place depuis 2005 le budget participatif des lycées, initié par Ségolène Royal, qui consiste à faire choisir par la communauté éducative (lycéens, parents d'élèves, personnels enseignants, techniques et administratifs) les projets d'aménagement ou d'équipement des locaux et les projets de vie lycéenne à mettre en œuvre.
Depuis 2009, différentes régions se sont inspirées du Poitou-Charentes, comme la région Nord-Pas-de-Calais où 25 établissements participent à une expérimentation laissant à la communauté scolaire décider jusqu'à 100 000 euros.
D'autres villes se sont lancées dans des budgets participatifs, comme Metz, Montreuil, Grenoble, Rennes, Angers et Paris dont l'objectif est de laisser les citoyens décider de 5 % du budget à l'issue de la mandature 2014-2020.

#### Les budgets participatifs des lycées

##### EnPoitou-Charentes
La procédure du budget participatif des lycées (BPL) a été mise en œuvre de 2005 à 2012 dans la région Poitou-Charentes, sous la présidence de Ségolène Royal.
Alice Mazeaud a réalisé une longue enquête de terrain, au sein des lycées de la région Poitou Charentes, pour montrer comment les règles du jeu du budget participatif au sein des lycées se répercutent sur l’allocation de la dépense publique.
Dans le Nord-Pas-de-Calais, le budget participatif a aussi été mis en place entre 2009 et 2015. Trois phénomènes expliquent la manière dont est déployé cet outil. D'une part, le compromis politique dont il est issu explique sa forme restreinte. Les réformateurs et notamment la vice-présidente écologiste chargée de la démocratie participative ne sont pas en position de force. La Vice-Présidente est une femme, jeune et qui vient d'arriver en poste. Elle a peur des critiques d'imposition par le haut du dispositif. Elle joue sur le flou des objectifs, espérant une plus large appropriation mais aussi réformer par l'expérience : peu de lycées sont choisis au départ en espérant que ça égrène ensuite.[évasif] Cependant, cette expérimentation restreinte n'a pas empêché la transformation du dispositif par les agents et n'a pas aidé à sa diffusion.
Si nombres d’études constatent une absence de certaines catégories de population au sein des instances participatives, peu sont celles qui tentent de dégager les motifs de l’engagement et de non-participation des citoyens. Face à cette faille, Alice Mazeaud et Julien Talpin ont établi une comparaison entre deux enquêtes ethnographiques, l’une portant sur trois budgets participatifs municipaux en Europe (les villes de Morsang-sur-Orge, Séville et le 11e arrondissement de Rome), l’autre traitant du budget participatif des lycées en Poitou-Charentes. Si cette enquête porte exclusivement sur des budgets participatifs (BP), ses conclusions sont transposables à tout type de dispositif de participation.

#### Les projets des citoyens à Paris
L’édition 2015 du budget participatif de Paris donne une idée des propositions des habitants. Sur les 5115 déposés, les projets en lien avec le cadre de vie représentaient près d’un quart des projets. Les catégories environnement et transport-mobilité, arrivées en deuxième et troisième position, recueillaient chacune un peu moins de 15 % des dépôts. Venaient ensuite la culture : 8 %, l’éducation et la jeunesse : 6 %, le sport : 5 %, la solidarité : 4 %. Enfin, les huit autres catégories présentent moins de 200 dépôts et moins de 4 % du total. D'une manière générale, les projets marquent les aspirations de certains habitants (ceux qui déposent des projets) à se réapproprier l’espace public et le partager davantage. Il ne semble pas exister à ce jour d'étude caractérisant les personnes qui déposent des projets par rapport à la population générale.

### Ailleurs dans le monde francophone
De nombreux pays se sont emparés de ce dispositif, notamment au Sénégal, au Cameroun. Madagascar est le pays qui compte le plus d'expériences recensées à ce jour avec 184 processus. Plus récemment[Quand ?] en Tunisie, ce sont quatre communes qui ont démocratisé leur budget.

### Effets
Le budget participatif a été créé à Porto Alegre par une volonté politique de justice sociale. Des études sur le budget participatif au Brésil démontrent des effets sur la réduction de la mortalité infantile, ainsi qu’une augmentation des recettes fiscales des municipalités ayant implémenté la pratique.  
Or, en Europe, le processus a été différent : comme le dit Héloïse Nez, l'absence de critères de justice sociale dans le processus et la non présence des classes populaires aux réunions met en exergue la question de l'appropriation de l’espace et la sphère publics par les classes moyennes qui s'y investissent. 
Par ailleurs, Alice Mazeaud montre que les effets du budget participatif sont relativement limités sur l'action publique. Si celui-ci permet des changements dans cette dernière, notamment via la formation des agents ou l'émergence de nouveaux acteurs, ces changements sont bien souvent dus à la volonté politique sous-jacente plus qu'aux dispositifs participatifs eux-mêmes. 
Pour sa part, Julien Talpin cherche à confirmer ou à infirmer la thèse selon laquelle ces espaces et temps de délibération peuvent, ou non, être vus comme une « école de la citoyenneté », c’est-à-dire permettre de faire naître un engagement politique durable chez les individus y participant, via un processus de « politisation par imprégnation ». Se basant sur l’étude du budget participatif dans le 11e arrondissement de Rome en Italie, il en déduit que ces dispositifs peuvent avoir plusieurs effets, parfois radicalement opposés : si chez certains individus, cela a entraîné un revirement de trajectoire et un réel engagement postérieur dans la vie politique, pour d’autres « cette expérience frustrante de participation s’est traduite par le passage d’un apolitisme à un anti-politisme ».
En somme, le budget participatif reste un instrument à la portée limitée, dont l’impact découle de plusieurs variables : ses modalités de fonctionnement, la volonté politique sous-jacente, et de son appréciation par les citoyens y participant.